# Keanu Baccus
Keanu Kole Baccus (Durban, 7 de junho de 1998) é um futebolista sul-africano naturalizado australiano que atua como meio-campo. Atualmente joga pelo St Mirren. Nascido na África do Sul, Baccus representa a seleção australiana, onde fez sua estreia em setembro de 2022.
Baccus nasceu em Durban, África do Sul, mas mudou-se para a Austrália antes de seu primeiro aniversário, onde sua família se estabeleceu no oeste de Sydney. Baccus frequentou a Kings Langley Public School, onde foi inspirado por Mark Schwarzer a praticar futebol.

## Carreira no clube

### Western Sydney Wanderers
Depois de sair da Wanderers Academy, Baccus assinou um contrato profissional de dois anos em maio de 2017.

### St Mirren
Em abril de 2022, o técnico do St Mirren confirmou que Baccus iria se juntar ao clube ao final da temporada 2022 da A-League. Alguns meses depois, a contratação foi confirmada pelo clube por dois anos.

## Carreira internacional
Baccus disputou as Olimpíadas de 2020 como parte da equipe sub-23 da Austrália.
Em setembro de 2022, Baccus estreou pela seleção principal como reserva no segundo tempo em um amistoso contra a Nova Zelândia. Em 8 de novembro de 2022, Baccus foi convocado para disputar a Copa do Mundo FIFA de 2022 no Catar. Baccus foi usado como reserva nos três primeiros jogos da Austrália no torneio, antes de fazer sua primeira partida como titular na derrota da Austrália nas oitavas de final para a Argentina.

## Títulos
Austrália Sub-20
- Campeonato Juvenil Sub-19 da AFF: 2016[11]